# Analytische machine

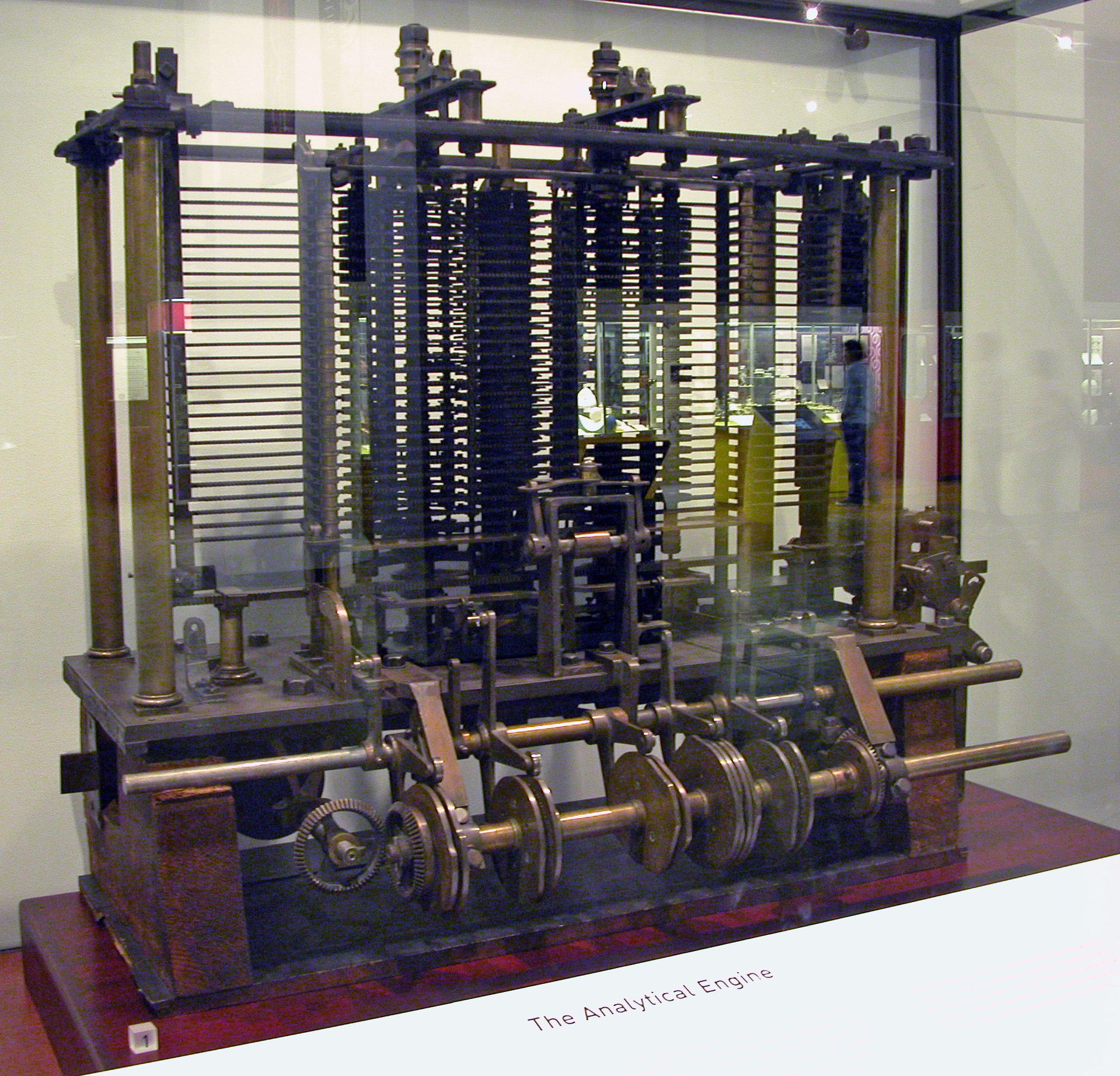
Deel van de analytische machine in het Science Museum te Londen

De analytische machine is een door Charles Babbage in de periode 1837-1871 ontworpen mechanische computer. De computer werkte met het decimale talstelsel. Het was de bedoeling dat de computer kon worden geprogrammeerd. Babbages machine zou, wanneer die in de 19e eeuw was gebouwd, de eerste turingvolledige digitale computer zijn geweest.
Ada Lovelace heeft de analytische machine en ook de wijze van programmeren beschreven en wordt daarom gezien als de eerste programmeur van digitale computers.
De zoon van Babbage, Henry Prevost Babbage, liet in 1910 weten dat wel een deel van de analytische machine was gebouwd en dat daarmee een weliswaar onvolmaakte lijst van veelvouden van pi was berekend. Het resultaat is te zien in het Science Museum te Londen.
Er is wel een op de computer gesimuleerde animatie van de machine gemaakt.

## Websites
- T Robinson voor Computer History Museum. The analytical engine: 28 plans and counting, 8 december 2015. poging de analytische machine alsnog te bouwen
- Science Museum. Charles Babbage’s difference engines and the Science Museum, 18 juli 2023.
- YouTube. Babbage's Analytical Engine: Overview. computersimulatie van de analytische machine